# Zoetermeer
Zoetermeer este un oraș în provincia Olanda de Sud, Țările de Jos. Orașul a crescut pectaculos din anii 1960, când avea doar 6.000 locuitori, în urma unei serii de proiecte de dezvoltare urbană, ajungând actualmente a treia cea mai populată comună din provincie. Numele comunei înseamnă lac dulce și se referă la un lac existent pe teritoriul acesteia, lac ce a fost secat pentru a dezvolta teritoriul.